# あいよし橋
あいよし橋（あいよしはし）は、福島県南会津郡只見町大字田子倉にあった一般国道252号の橋長93 m（メートル）の方杖ラーメン橋である。

## 概要
只見川上流部に位置する田子倉ダムのダム湖である田子倉湖に注ぐあいよし沢を渡る、国道252号六十里越雪わり街道の橋である。従来の国道は山肌に沿う狭隘な道筋であり、沢の上流で急カーブとともに渡河しており、このヘアピンカーブは交通と除雪の難所とされていた。雪崩危険個所にあるために現道にスノーシェッドを整備する案と、急カーブを短絡し斜面から離れた箇所を通る新橋を架設する案を比較した結果、安価な架橋案が採用されて建設が行われ、総工費5億300万円を費やして2002年（平成14年）に竣工した。橋体にはメンテナンスコスト縮減のため、耐候性鋼材が用いられている。橋上はアイヨシの滝を望む撮影スポットとして人気であり、旧道部分が只見町観光まちづくり協会により駐車場として利用されている。
2019年（平成31年）3月1日より福島県土木部により配布されているふくしまの橋カード第2弾No.19に選出され、只見町観光まちづくり協会にて配布されている。本橋含む六十里越は冬季通行止めになるが、冬季閉鎖中の2022年（令和4年）3月に流出が確認された。

### 諸元
- 形式 - 鋼3径間連続方丈ラーメン橋
- 活荷重 - B活荷重
- 橋長 - 341.000 m
  - 支間割 - ( 27.950 m + 36.000 m + 27.950 m )
  - ラーメン支間 - 63.500 m
- 幅員
  - 総幅員 - 9.200 m
  - 有効幅員 - 8.000 m[注釈 1]
  - 車道 - 8.000 m
    - 車線幅員 -3.000 m

  - 歩道 - なし
- 床版 - 鉄筋コンクリート床版
- 橋台 - 逆T式橋台（直接基礎1基・深礎杭基礎1基）
- 橋脚 - 直接基礎1基・深礎杭基礎1基
- 総鋼重 - 308 t
- 曲率半径 - 700 m（アーチ部 - 連続鈑桁部）・640 m（連続鈑桁部）
- 設計 - 復建技術コンサルタント
- 施工 - 片山ストラテック[注釈 2]
- 架設工法 - ケーブルエレクション斜吊り工法

## 歴史
2002年（平成14年）12月6日に竣工した。
2022年（令和4年）3月4日の田子倉ダム管理者の電源開発によるパトロールで流失が確認された。雪崩によって流出したものとみられている。
2022年（令和4年）7月10日、旧道を迂回路として活用し再開通した。

## 周辺
- 田子倉湖
- アイヨシの滝